# Caballo (folclore)
El caballo (del griego καβάλλης,búlgaro ant. kobyla) es un mamífero perisodáctilo que aparece en el folklore ecuatoriano (sic), sobre todo como objeto de máscaras y como protagonista de juegos hípicos.

## Historia y juegos
En primer lugar cabe mencionar los juegos con la intervención del corcel, figura la presencia equina en las carreras de caballos.
En febrero de 1631, en Quito en homenaje al nacimiento del príncipe de España, Dn. Baltasar Carlos de Austria, hijo de Felipe V, hubo varias carreras de caballos.
El padre Joseph Kolberg tuvo oportunidad de testimoniarlas en Quito, en 1871, viendo que despertaba sumo entusiasmo entre los asistentes.

## Actualidad
- En la fiesta de San Luis entre los Mojanda,[3] en la provincia de Imbabura.
- En la fiesta de las cosechas, en el Cañar. Con premios, otorgados por los patrones o empleadores; consistentes en comidas o bebidas, o bien vacaciones.[3]
- En la fiesta de la Virgen de El Cisne, en Loja.
- En la fiesta del Paseo del Chagra de Machachi, que se celebra en el mes de julio de cada año.
- En las fiestas del Maíz y del Turismo de Sangolquí, que se conmemoran anualmente en el mes de septiembre.
- En la fiesta del Corpus Christi, en la Región Interandina del Ecuador
- En las diferentes celebraciones del rodeo montubio,[4] de las provincias del Guayas y Los Ríos.

## Diversidad de presentaciones
Los demás juegos de ayer o de hoy, en que participa el équido son:
- Alcancías.
- Cañas.
- Escaramuzas
- Parejas
- Sortijas

### Simulación
Los abagos de Imbabura y los mayorales, también conocidos como  vaqueros o quiperos del Cañar y del Azuay, cabalgan un bastón, haciendo creer a la gente que van montados en jamelgos; es decir, caballos escuálidos, enflaquecidos y mal nutridos.
Según Rivet en los funerales originarios del Azuay, cuando van a lavar los ropajes imitan al cuadrúpedo andando en cuatro pies, coceando, dando relinchos y aun aparentado realizar el coito con la viuda a la modalidad animal

## Citas y referencias
1. ↑  Paulo de Carvalho Neto: Diccionario del Folklore Ecuatoriano, Quito 2001, ISBN 9978-62-201-2
2. ↑  Obra citada: pág 91
3. 1 2 3  Ibídem
4. ↑  Diario “El Comercio”: El rodeo es la fiesta del montubio. Quito, 12 de octubre de 2011
5. ↑  Fundación Tiana: Purutu Maytuk. Ministerio de Cultura del Ecuador. Cotacachi, 2009. 36 p.  21 – 23 - 33 pp.
6. ↑  Argudo Gutiérrez, Jessica Gabriela: Turismo religioso en la provincia del Cañar: inventario de sus principales fiestas y rutas turísticas. Universidad de Cuenca. 283 p. 67 pp.
7. ↑   Ibídem